# 細川教春 (野州家)
細川 教春（ほそかわ のりはる）は、室町時代中期の守護大名。細川持春の子。細川野州家3代当主。丹波国を領していたとされる。足利義政の御供衆。

## 生涯
活動の詳細は分かっていない部分が多いため、以下は判明している近親者の情報に基づいて記述する。

### 家督相続
元服の際には室町幕府6代将軍・足利義教から偏諱（「教」の字）の授与を受けた（「春」の字は父・持春から1字を取ったものである）。義教の在職期間が1428年から1441年、弟・政国が生まれたのも1428年であり、1410年代から1420年代（前半）の生まれとみて矛盾はないだろう。
父・持春は将軍・義教に側近として仕えており、子である教春もこれに従っていたと思われる（「教」の字を与えられたのも待遇の一つと言える）。しかし、嘉吉元年（1441年）の嘉吉の変にて義教が殺害され、その場に居合わせていた持春も踏みとどまって奮戦したものの片腕を切り落とされる重傷を負った。もし、持春がこの段階で引退したとすれば、家督を継いだのはこの直後と考えられる。ただし、持春はその後もしばらく生きて、寛正7年（1466年）2月10日に亡くなっているので、これを受けて継いだ可能性もある。

### 応仁の乱
義教の死後は、その子の義勝（早世）、義政が相次いで将軍となり、これに仕えた。この頃までの活動は前述の通り、不明な点が多いが、義政の跡をめぐる争いが一因となって起きた応仁の乱（1467年 - ）の頃には活動が見られる。『応仁記』によれば、合戦に際して教春が丹波勢2千余人を率いて、東軍（大将は、本家・細川京兆家当主の細川勝元）側に参加しており、これにより戦場が京から丹波にも及ぶようになったといわれている（応仁の乱#経過 も参照のこと）。
応仁の乱は前述の将軍継嗣の問題のみならず、東軍・西軍それぞれの大将である細川勝元と山名宗全の対立も一因となって勃発した。もともと勝元は山名熙貴の娘・春林寺殿を宗全の養女として妻とし、また宗全の子である豊久を養子として友好な関係を築いていた。しかし、妻との間に聡明丸（のちの政元）が生まれると豊久を仏門に押し込める形で廃嫡。また、勝元は再従兄弟である教春の子の勝之を猶子（跡継ぎ）に迎え、実子の聡明丸を（一時的に）廃嫡。山名氏の血を引く豊久と聡明丸の相次ぐ廃嫡が、細川・山名両氏の対立の発端となっていた。
しかし、応仁の乱が終息に近づくと、細川・山名両氏の講和の条件が出され、その中には勝之を廃嫡し、（山名氏の血をひく）聡明丸を勝元の嫡子とする案が盛り込まれていた。これに賛同する対山名氏穏健派の人物もいたが、勝之とその父である教春はこれに反対し、穏健派と対立。この頃に勝元と勝之、それに京兆家内衆14名が髷を切り、宗全も切腹自殺を図るといった行動をとったのも、この対立により講和が進まなかったためであろう。 
その後文明5年（1473年）3月18日には宗全が、5月11日には勝元が死去。結局、勝元の死後は勝之ではなく、聡明丸（政元）が家督を継承（この際に家督争いが起きた形跡もない）。聡明丸はまだ幼少であったため、実弟の政国がこの補佐にあたっている（おそらく政国も穏健派の一人であり、教春と兄弟間で対立していたと思われる）。
その後、教春が亡くなると、勝之に代わって嫡男となっていた政春が家督を継いだ。政春については明応2年（1493年）に政元が起こした明応の政変のあたりから活動が見られるので、教春の死および政春が跡を継いだのはこの頃と思われる。

## 系譜
- 父：細川持春（1400 - 1466）
- 母：不詳
- 妻：徳大寺公有娘
  - 男子：細川政春
- 生母不明の子女
  - 男子：細川勝之 - 京兆家細川勝元の猶子
  - 男子：細川春倶（? - 1500） - 細川賢春の養子
  - 女子：兼子 - 水無瀬季兼の猶子、二条政嗣正室
  - 女子：日野政資室
  - 女子

## 関連
- 『鯉魚』（著：岡本かの子／青空文庫）- 小説。応仁の乱の際の、教春の一人娘である早百合（さゆり）姫（架空の人物）の生活の様子が描かれている。電子版はこちらを参照。